# カルテット・サンフランシスコ
カルテット・サンフランシスコ（Quartet San Francisco）は、ジェレミー・コーエン率いる非伝統的、折衷派の弦楽四重奏団。2001年に初めてのコンサートを行い、これまでに4作のアルバムをレコーディングしている。ジャズ、ブルースからタンゴ、スウィング、ファンク、ポップまで幅広く演奏し、古典的クラシック音楽を基礎にした弦楽四重奏が持つ可能性に挑戦している。
2004年のニューヨークで行われたタンゴ・ミュージックのコンテストで優勝し、これまでにグラミー賞に5度ノミネートされている（最優秀クラシック・クロスオーヴァー・アルバム賞に3度、最優秀アルバム技術賞クラシック部門に2度）。

## メンバー
楽団のリーダーでヴァイオリニストのジェレミー・コーエンは、彼にとって重要だったものの、タートル・アイランド・カルテットなどといった、彼が所属する他の楽団で取り組まれなかった多くの音楽スタイルを探究する場としてカルテット・サンフランシスコを創設した。オークランドに生まれ育ったコーエンは、自身のレーベル「ヴァイオリン・ジャズ」で楽団のアルバムをプロデュースしている。イツァーク・パールマンとアンネ・クラウデンのもとで正規の音楽教育を受けたコーエンの演奏スタイルからは、フリッツ・クライスラーや、ジョー・ヴェヌーティ、エディー・サウスの影響が窺える。
アリサ・ローズは2009年にカルテット・サンフランシスコに加入した。ウィスコンシンの出身で、数多くのブルーグラス・グループや、サンフランシスコのハードリー・ストリクトリー・ブルーグラス、ヨセミテのストロベリー・ミュージック・フェスティバルなどで演奏した経歴を持つ。また、音楽の教育者としてサンフランシスコ音楽院のカリキュラムを私立小学校で指導しているほか、7-10歳を対象とした教本を1冊著している。
2008年3月からメンバーとして参加しているキース・ローレンスはペンシルバニア州ピッツバーグで11歳からヴィオラを習い始め、オベリン音楽院でピーター・スローウィクとロジャー・チェイスから指導を受けた。オベリン音楽院ではヘンリー・マンシーニ学会に3年間在籍した。その後、2007年までデポール大学音楽学部に在籍し、ラミ・ソロモノフのもとで学んだ。
楽団のチェリストであるミシェル・ジョキックは、ペンシルベニア州ニューホープのコンコルディア・チェンバー・プレイヤーズの創設者であり、2004年からサンフランシスコ・ベイエリアで暮らしている。サンフランシスコ交響楽団で2季に渡り副首席奏者を務めた後、2008年にニュー・センチュリー室内管弦楽団に加入した。チェロ・ソリストとしてスタジオやステージで演奏しており、カーネギー・ホールにもニュージャージー交響楽団との共演の際や、ナージャ・サレルノ＝ソネンバーグの伴奏者としてステージに立っている。1989年5月にスカッシュ選手のマーク・タルボットと結婚。タルボットとは愛器の1686年製フランチェスコ ・ ゴフリラのチェロともに搭乗していたUSエアウェイズの旅客機内で出会った。

### 旧メンバー
ジェレミー・コーエンの兄弟であるジョエル・コーエンは、2007年の『ワールド・チェンバー・ミュージック』のレコーディング開始時から 2008年までチェロで参加していた。ウィーン室内管弦楽団の首席チェリストを経て、1979年から1985年までオークランド・イーストベイ交響楽団の副首席チェリストを務めた。その後、1997年にボストンに移り住み、ボストン交響楽団など数々の管弦楽団や室内音楽グループに携わった。マサチューセッツ州ウースターにあるザ・ホリー・クロス大学の教員でもある。
地元サンフランシスコ出身のエミリー・オンダードンクは、2002年の楽団の最初のレコーディングから 2008年まで在籍していた。ボストン大学とニューイングランド音楽院で学んだのち、マンハッタン音楽学校で学士号と修士号を取得した。ニューヨーク・シティー・オペラ・ナショナル・カンパニーおよび、サンタフェ・プロ・ミュージカ室内管弦楽団、バークレー交響楽団、リノ・フィル ハーモニック・オーケストラ、リヨン国立オペラ欧州公演、サクラメント・フィルハーモニー管弦楽団首席ヴァイオリニスト。
カヨ・ミキは、カルテット・サンフランシスコが2004年5月に優勝したニューヨークのアルゼンチン総領事館の講堂で開催されたタンゴのコンテストで貢献を果たした。優勝賞品にはブエノスアイレス旅行もあり、楽団はカフェ・トルトーニや、他の伝統あるタンゴのダンス会場で公演した。ブリティッシュコロンビア州ナナイモで生まれ、ザルツブルクの「ホーホシューレ・モーツァルテウム」でヴァイオリンを学んだのち、イーストマン音楽学校で学士号と修士号を取得した。
ドーン・ハームスは2002年から 2004年までカルテット・サンフランシスコでヴァイオリンを演奏した。10年間在籍したヴァイオリニストとして初めて加入したハリントン・ストリング・カルテットや、5年間在籍したサンタフェ・オペラなど、数々のアンサンブルとコラボレートした経歴を持つ。オークランド・イーストベイ交響楽団の共同コンサートマスターおよび、サンタフェ・プロ・ミュージカ室内管弦楽団のコンサートマスター。スタンフォード大学音楽部教授。トム・ウェイツのいとこにあたる。
ジェームズ・シャレンバーガー（ジム・シャレンバーガー）は、2002年の『カルテット・サンフランシスコ』のレコーディングに参加した。サンフランシスコ交響楽団および、サンフランシスコ・オペラ、サンフランシスコ管弦楽団のメンバーで、サンフランシスコ音楽院の非常勤講師。クロノス・クァルテットの創設メンバーでもある。

## アルバム
2009年にリリースされた『QSFプレイズ・ブルーベック』で、楽団としては3作連続となる最優秀クラシック・クロスオーヴァー・アルバム賞にノミネートされた。デイヴ・ブルーベックにインスパイアされた本作は最優秀アルバム技術賞クラシック部門にもノミネートされ、スカイウォーカー・サウンドでレコーディングおよび、マスタリングを手がけたジュディ・カーシュナーがその栄誉に与った。ブルーベック作品として全収録曲が弦楽四重奏されたの最初のアルバムでもある。
『ワールド・チェンバー・ミュージック』は、ブルースや、ジャズ、タンゴ、ロックといったアメリカの音楽ジャンルをミックスした作品である。18曲中7曲がレイモンド・スコットの作曲である。ベテラン・レコーディング・エンジニアのレスリー・アン・ジョーンズのもと、2007年6月12-15日にかけてスカイウォーカー・サウンドでレコーディングされた。最優秀クラシック・クロスオーヴァー・アルバム賞ノミネート作品。
タンゴやラテンのナンバーをフィーチャーした2006年のCD『ラティーゴ』は最優秀アルバム技術賞クラシック部門にノミネートされた。スカイウォーカー・サウンドで2005年8月22-24日にかけてレコーディングされた。レコーディング・エンジニアはジョーンズ、ミキシング・エンジニアはキルシュナー、マスタリング・エンジニアはバーニー・グランドマンである。
デビュー作となるセルフタイトル・アルバム『カルテット・サンフランシスコ』は2002年にリリースされた。コーエンのほかは、ヴァイオリンのジェームズ・シャレンバーガー、ヴィオラのエミリー・オンダードンク、チェロのジョエル・コーエン、コントラバス・ヴァイオリンのジェイムズ・カーウィンが参加した。アルバムではスコットとブルーベック作品のほか、アルゼンチン・タンゴを4曲と、ヘンリー・マンシーニや、スティーヴィー・ワンダーの作品が演奏されている。